# 鹿児島銀行
株式会社鹿児島銀行（かごしまぎんこう、英: THE KAGOSHIMA BANK, LTD.）は、鹿児島県鹿児島市に本店を置く地方銀行。グループ会社名に冠するなどしている略称はかぎん。鹿児島県の北隣熊本県を地盤とする肥後銀行などとともに九州フィナンシャルグループを構成している。   

## 概要
鹿児島県および鹿児島市などの指定金融機関である。2015年9月まで県内に2つある東証一部上場企業のうちの一つであったが、後述の肥後銀行との経営統合に伴い、2015年9月28日をもって上場を廃止している。
2014年11月、肥後銀行と経営統合を目指し交渉中であることが明らかとなり、同11月10日、経営統合に向け協議・検討を進めることで基本合意したことを発表。2015年10月1日、両行は共同金融持株会社である九州フィナンシャルグループ（九州FG）を設立し、傘下に入った。また、これに先立ち両行は、総額10億円で企業支援を目的とする共同ファンドである「肥後・鹿児島地域活性化ファンド」を立ち上げている。

## よかど鹿児島
「よかど鹿児島」は本店ビル内と別館ビル内の一部にある商業施設。2020年5月13日に全面オープンした。入居する店舗は菓子店や雑貨店、飲食店などで、全店舗の精算は電子マネーなどキャッシュレス化し、現金利用者のためには楽天Edyを発行している。

### 構想
2019年秋の竣工を目処に老朽化した本店と泉別館を取り壊し、新本店ビルの建設工事に着手。新本店となる金生町ビルは旧本店跡地に地下1階、地上13階建てのビルを建設。また泉別館跡地には地上8階建ての泉町ビルを建設。それぞれのビル1、2階にはテナントを誘致。また金生町ビルの3、4階部分に本店営業部を設けるとしている。総事業費は100億円超の見込みと報じられた。これに伴い2016年9月20日から本店営業部は鹿児島市中町（旧・個人プラザかぎんWELL）の仮店舗にて業務を行っていた。当初は2021年春を目処にしていたが、2019年10月の創業140周年と2020年の東京オリンピック、鹿児島国体に合わせて工期を前倒しすることとなった。
2019年1月31日、建設中の本店ビルと別館ビルの各1、2階部分に商業施設をつくり、その名称を「よかど鹿児島」とすると発表した。

### 本店ビル
本店ビルは2020年4月1日にオープンを予定していたが、新型コロナウイルスの感染拡大の影響により同年5月13日全面オープンとなった。本店ビルには食物や工芸品店など物販店が31店が入る。

### 別館ビル
別館ビルは2019年6月27日に開業した。別館ビルには飲食店を中心に15店が入る。

## 沿革
- 1879年（明治12年）10月：第百四十七国立銀行が設立される（当時の業態については「国立銀行 (明治)」参照）。
- 1928年（昭和3年）9月1日：鹿児島商業銀行と合併。
- 1930年（昭和5年）2月21日：薩摩銀行が経営譲渡される。
- 1932年（昭和7年）2月27日：海江田銀行が経営譲渡される。
- 1933年（昭和8年）1月4日：西薩殖産銀行が経営譲渡される。
- 1936年（昭和11年）4月1日：鹿児島商弘銀行が経営譲渡される。
- 1944年（昭和19年）2月1日：第百四十七・鹿児島・鹿児島貯蓄の3行が合併して、株式会社鹿児島興業銀行が新たに設立される[15]。
- 1952年（昭和27年）12月：株式会社鹿児島銀行に商号変更。
- 1962年（昭和34年）12月：現本店竣工[15]。
- 1972年（昭和47年）10月：東京・大阪証券取引所各2部、福岡証券取引所に株式を上場。
- 1973年（昭和48年）8月：東証・大証各1部に指定変え。
- 1975年（昭和50年）8月：事務センター竣工。
- 1976年（昭和51年）3月：総合オンラインシステム（預金システム）稼動。
- 1985年（昭和60年）8月：新総合オンラインシステム稼動。
- 2007年（平成19年）7月：中華人民共和国上海市に駐在員事務所を開設[15]。
- 2011年（平成23年）
  - 4月：大証上場廃止[15]。
  - 5月：勘定系システムを「BankVision」へ移行。
- 2013年（平成25年）2月：本店営業部ATMコーナーにファミリーマートが出店[16][17]。
- 2014年（平成26年）
  - 2月：大阪支店が竣工した大阪かぎんビルで業務を開始[18][19]。
  - 11月10日：肥後銀と経営統合に向け協議・検討を進めることで基本合意したと発表。
- 2015年（平成27年）
  - 4月10日：野村総研などと共に金融機関向けにソフトウエア開発や販売などを手掛ける「株式会社サザンウィッシュ」を設立[20][21]。
  - 8月17日：ネット支店を開設。
  - 9月28日：沖縄支店・事務所を開設。
  - 10月1日：金融持株会社である九州フィナンシャルグループを設立。
- 2016年（平成28年）
  - 1月18日：向陽支店（鹿児島市広木）を開設。
  - 9月30日：地元の卸売業者などと共同で農業法人「春一番」を設立[22][23]。
- 2019年（平成31年）
  - 4月：信託業務に参入[24]。
  - 6月：別館ビルが先行オープン[10]。
- 2020年（令和2年）5月：本店ビルと別館ビルからなる「よかど鹿児島」が全面オープン[10]。
- 2023年（令和5年）11月1日：事業承継などを支援する投資専門子会社「かぎん共創投資」を設立[25]。

## 文化財
- 本店別館
  - 1918年に竣工の、ルネサンス様式を基調とした洋風建築である。2007年10月2日に国の登録有形文化財に登録された[26][27]が先述の通り、新本店建築のため取り壊された。
- 大阪支店
  - 1952年竣工。設計は渡辺節建築事務所。建て替えのため2012年に取り壊された。

## イメージキャラクター
ムーミンをイメージキャラクターとし、キャッシュカードのほか総合口座、貯蓄預金口座、積立定期預金などに採用してきたが、2011年（平成23年）5月2日付けで、ムーミンのキャラクターの取り扱いを終了した。
2017年には氷菓の白くまにちなんだ「しろどん」を新たにPR用のキャラクターとして採用した。翌2018年には7人家族となり、2019年にはライバルの「くろどん」が加わった。

## 店舗
2023年3月末時点で鹿児島銀行の店舗数は153であり、うち本支店が115である。鹿児島県内の他、宮崎県内には都城市に2店舗、宮崎市・延岡市・日向市・日南市・小林市・えびの市に各1店舗を構える。その他九州内では福岡県福岡市博多区と熊本県熊本市西区に各1店舗を構える。九州外では東京都中央区と大阪市中央区に各1店舗を構える。
2015年9月28日、沖縄県経済が観光関連、建設関連ともに好調であることや、国内地方都市で唯一人口が増加していることを考慮し、那覇市新都心地区（銘苅1丁目）のマンション内に事務所を併設した上で、肥後銀からの2名の出向者を含む総員14名体制で沖縄支店を開設した。また、2018年7月には沖縄支店を那覇市久茂地の沖縄テレビ放送本社ビル1階に移転し、旧沖縄支店跡に新都心支店を開設した。また2016年1月18日には、鹿児島県内では25年ぶりの有人店舗の新設となる向陽支店（鹿児島市広木）を開設した。

## Payどん
2019年5月からモバイル決済サービスの「Payどん」を開始した。プラットホームとしてインフキュリオンのウォレットステーションを使用。鹿児島銀行の口座から支払う機能と、電子マネーとしての機能がある。また地域振興券の購入・使用にも使用できる。2023年からことら送金機能が追加された。
加盟店が払う決済手数料が1.5%と他の決済サービスより低くおさえられており、2021年7月末に加盟店の数は6200店に達した。
2021年にはSmart Codeに対応した。2023年10月からは鹿児島銀行以外に南日本銀行と鹿児島相互信用金庫の口座を使用することもできるようになった。2024年3月からは鹿児島信用金庫も選択可能になった。

## 情報処理システム

### 勘定系システム
2011年5月6日、日本ユニシス（現・BIPROGY）製オープン勘定系パッケージである「BankVision」に移行した。

### 共同利用型KeyMan
2002年12月から鹿銀が自行で開発にあたり運用を開始した融資・営業支援システムである、KeyMan、KeyManS3、KeyManPersonal、KeyManモニタリングを共同利用できるように再構築したシステムの総称である。鹿銀のほか十八銀行や山梨中央銀行に加え、2013年11月18日にはみちのく銀行でも全面稼働が開始されている。

## 自動機サービス
ATMでは、「九州ATMネットワーク」により、福岡銀行・筑邦銀行・佐賀銀行・十八親和銀行・肥後銀行・大分銀行・宮崎銀行・西日本シティ銀行のカードによる出金については自行扱いとなる。
2011年6月1日から鹿児島銀行のキャッシュカードを使い、JAバンク鹿児島（鹿児島県下のJA、JA鹿児島県信連）のATMを利用すれば手数料の優遇を受けることが可能である。

### コンビニ店内ATM
地元経済活性化の観点から、地場資本である南九州ファミリーマートと優先して提携を結び、鹿児島県下のファミリーマートのほぼ全店舗に鹿銀ATMが設置されている。また、2011年春からセブン-イレブンが霧島市・曽於市を皮切りに県下に進出を開始したことに伴い、セブン銀行からATM提携が同行に打診されるも、先述の理由から提携は行われていない。なお、同行は日本の地方銀行では唯一セブン-イレブンのATMに提携していない。同様にイーネット・ローソン銀行・イオン銀行との直接提携も行われていないが、MICSを通じてこれらのATMでの出金は可能となっている。

## グループ会社
- 株式会社かぎん共創投資
- かぎんオフィスビジネス株式会社
- 九州会計サービス株式会社
- かぎん代理店株式会社
- 株式会社九州経済研究所
- 株式会社鹿児島カード
- 鹿児島リース株式会社
- 鹿児島保証サービス株式会社

## スポーツ
- 鹿児島銀行ラグビー部は2015年時点、トップキュウシュウBに所属している。
- 2009年創部の女子陸上競技部は、2011年全日本実業団対抗女子駅伝競走大会に初出場。その予選会のタイムは、“切断ライン”の2時間半まであと1秒という、奇跡であった。その後にゴールしたナンチクが、全国で唯一、本大会に進めなかった。
- 女子バレーボール部は1990年創部の9人制バレーボールチーム[56]。愛称は「レジオンウィングス」。全日本9人制トップリーグに第1回から参加している。

## 店舗画像

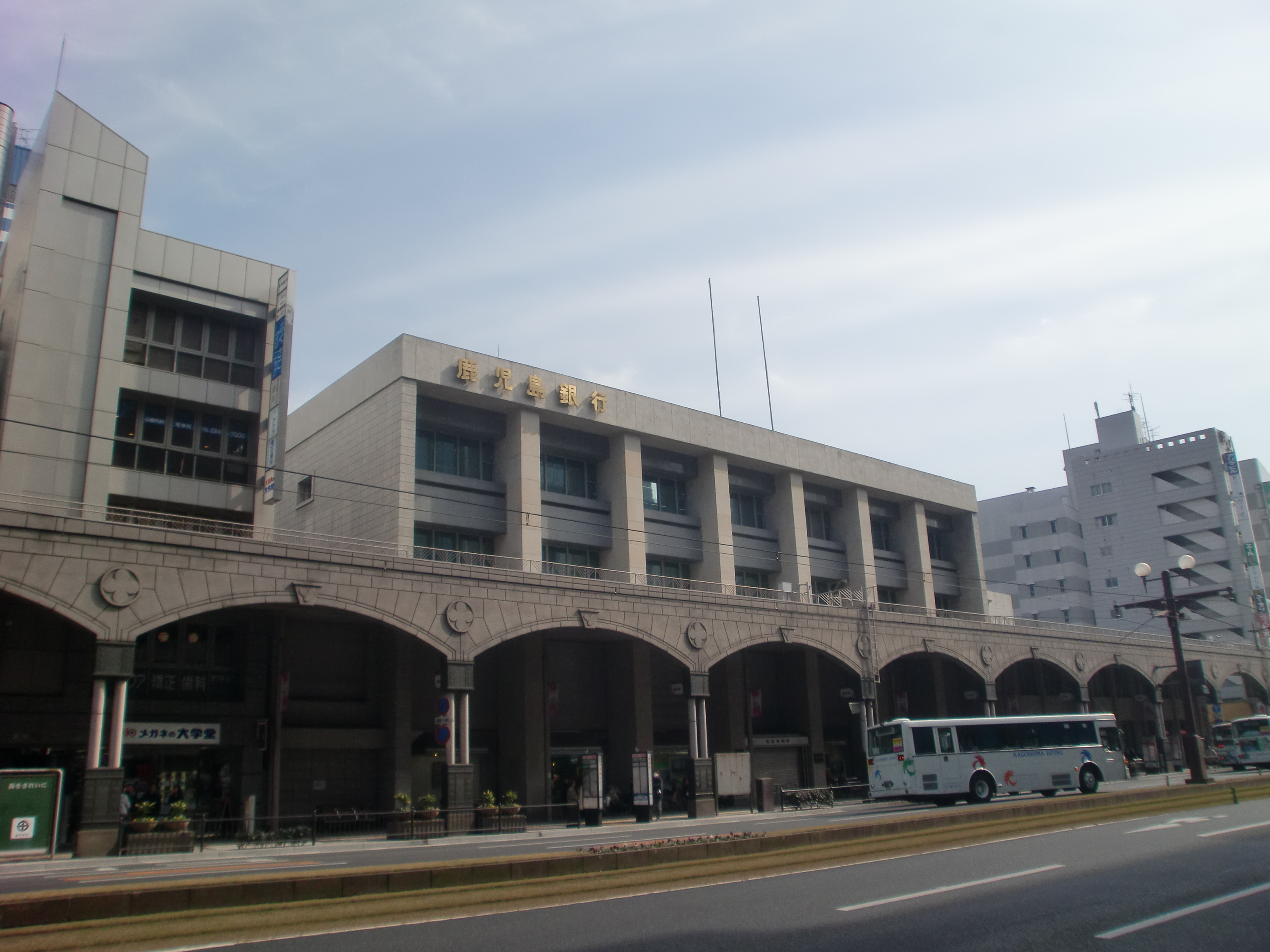
旧本店
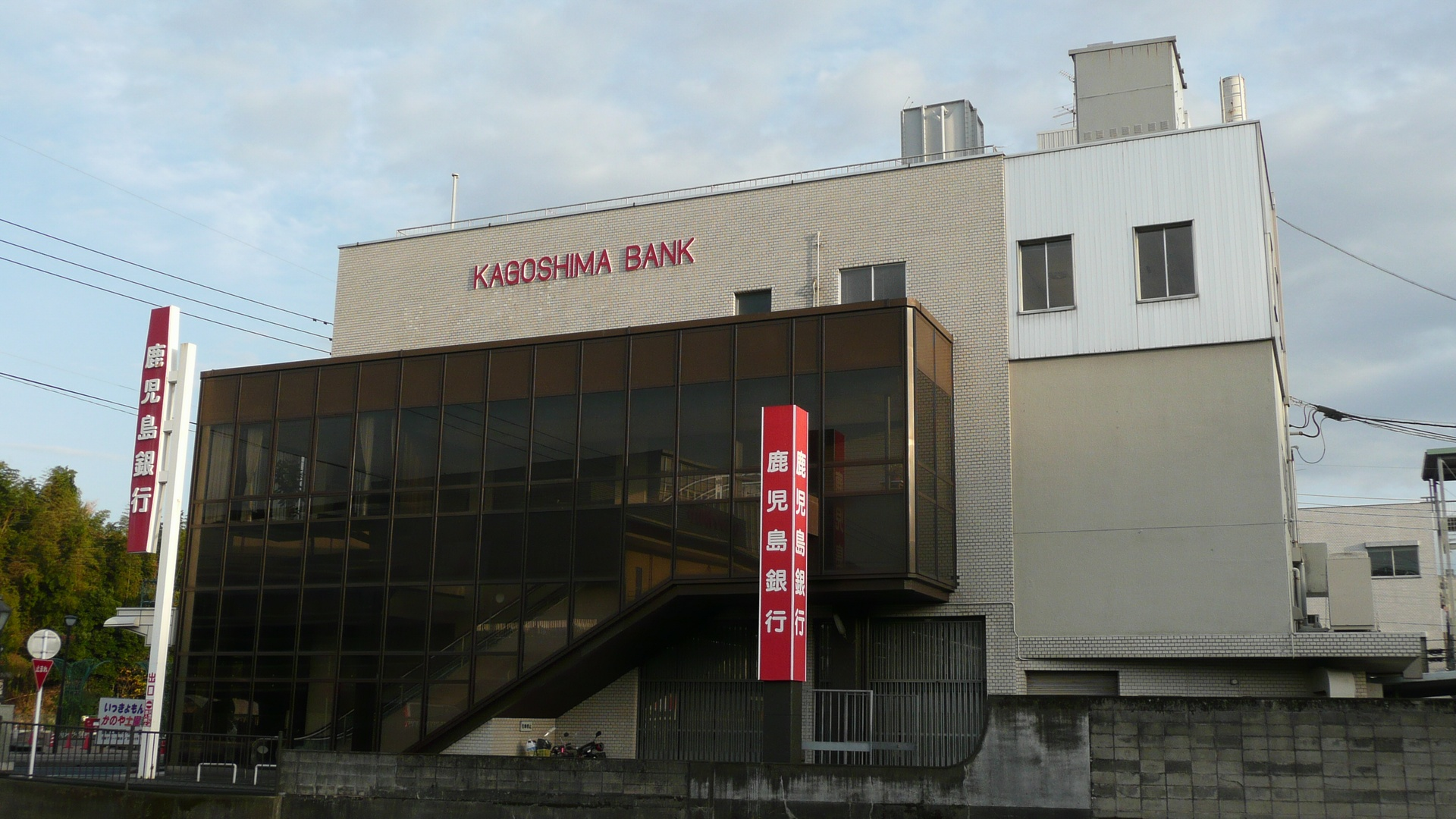
鹿屋支店（2014年6月までの旧店舗）
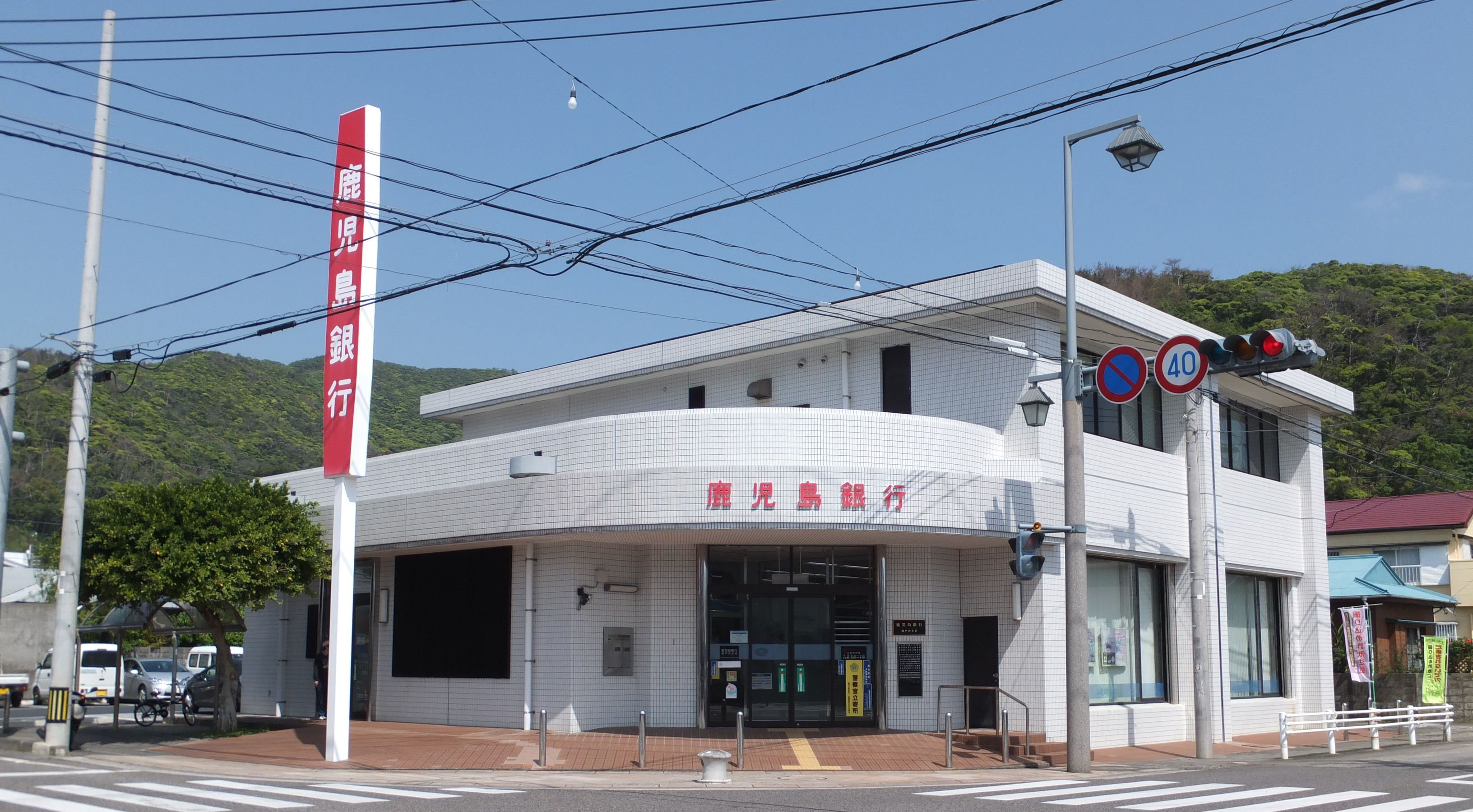
瀬戸内支店